# 53rd & 3rd
53&3 es el segundo sencillo del grupo de punk, The Ramones, que es la canción número 11 del álbum Ramones.

## Letra

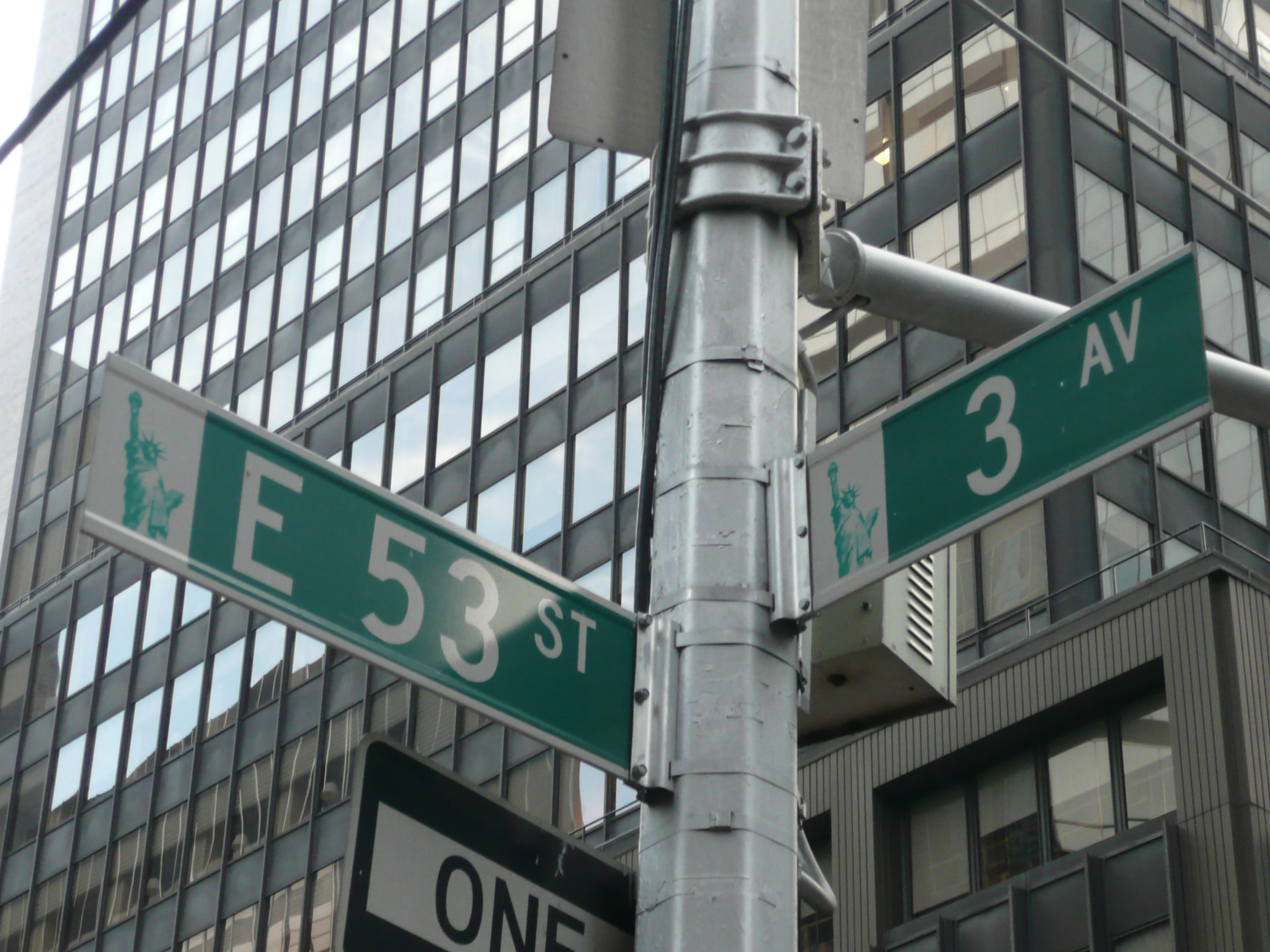
Una foto del cartel que indica la intersección de la "Calle Este 53" y "La Tercera Avenida" en Midtown Manhattan.

La canción fue escrita por el bajista de la banda Dee Dee Ramone, haciendo referencia a un lugar muy conocido por la prostitución masculina en Nueva York, conocido como "the Loop." El área se centraba en la noche gay décadas previas a que the West Village se convirtiera en el lugar más destacado. Este sitio se hizo conocido por los bares de mala muerte, como "Cowboys", "Rounds" y "Red", desde la década de 1970 hasta los 1990.
Poco después de que la canción fue escrita, el bloque entre las avenidas 3 y Lexington fue despejado para dar paso a uno de los rascacielos más altos de Manhattan, el Citigroup Center. Años más tarde, el Lipstick Building fue construido en el lado este de la 3.ª avenida con la 53. Sin embargo, la prostitución gay se mantuvo en abundancia en los bares en la 53.ª entre las avenidas 3 ª y 1 ª .
En el puente de la canción Dee Dee canta que es finalmente elegido, pero que mata a su cliente con una navaja. La policía ahora lo persigue, pero al menos "probó que no es ningún mariquita".

## Sello discográfico
La canción también influencio el nombre de una discográfica de Indie pop británica. La cual fue dirigida por Stephen Pastel y sus amigos, esta lanzó registros de la talla de Talulah Gosh, Shop Assistants, The Vaselines, The Soup Dragons, y BMX Bandits.

## Interpretaciones por otros artistas
La canción fue interpretada por Metallica en el álbum tributo We're a Happy Family: A Tribute to the Ramones, con James Hetfield cantando los versos y el coro, y Lars Ulrich cantando el puente.
Shotgun Messiah interpretó la canción en su EP I Want More.
En el álbum en directo We're Outta Here, Lars Frederiksen y Tim Armstrong de Rancid se unieron a los Ramones en el desempeño de la canción, con los dos tocando la guitarra y Lars cantando la parte del puente.
The Knockouts interpretó "53rd and 3rd" en su EP de 2008 The Remarkable Sounds of India. Esta versión cuenta con el vocalista Mick Sheridan, de Hindi.
Screeching weasel interpretó "53rd and 3rd" en su álbum "Beat is on the Brat" el cual fue lanzado en 1998 y que incluye 18 covers de Ramones.
Rod Stewart hace referencia a las calles 53rd y 3rd en su canción "The Killing of Georgie."